# Dolno Srpci
Dolno Srpci (mazedonisch Долно Српци) ist ein Dorf in der Gemeinde Mogila im südwestlichen Teil der Republik Nordmazedonien, in der Region Pelagonien.
Es liegt etwa 9 Kilometer nördlich des Verwaltungszentrums der Gemeinde Mogila auf 593 Metern über dem Meeresspiegel. Berge und Täler prägen das Landschaftsbild. Etwa 26 Kilometer Autofahrt von Dolno Srpci entfernt in Richtung Südwesten liegt das Schwesterdorf Srpci (kyrillisch Српци). Die nächstgrößeren Städte sind Prilep etwa 20 Kilometer nordöstlich und Bitola etwa 17 Kilometer südlich des Dorfes. Das Klima ist gemäßigt kontinental. Die Haupteinnahmequelle des Dorfes ist die Forst- und Landwirtschaft. Nach der Volkszählung 2002 hat das Dorf 479 Einwohner. 